# Johannes Brahms
Johannes Brahms (Hamburgo, 7 de mayo de 1833-Viena, 3 de abril de 1897) fue un compositor, pianista y director de orquesta alemán del romanticismo, considerado el más clásico de los compositores de dicho periodo. Nacido en una familia luterana, pasó gran parte de su vida profesional en Viena.
Se mantuvo fiel toda su vida al clasicismo romántico y conservador, influido por Wolfgang Amadeus Mozart, Joseph Haydn y, particularmente, por Ludwig van Beethoven y Robert Schumann. Fue posiblemente el mayor representante del círculo conservador en la Guerra de los románticos. Sus oponentes, los progresistas radicales de Weimar, estaban representados por Franz Liszt, los integrantes de la posteriormente llamada Nueva Escuela Alemana y por Richard Wagner. Los escritores contemporáneos y posteriores lo han considerado como tradicionalista e innovador. Su música está firmemente arraigada en las estructuras y técnicas de composición de los maestros clásicos. Si bien muchos contemporáneos encontraron su música demasiado académica, su contribución y artesanía han sido admiradas por figuras posteriores tan diversas como Arnold Schönberg y Edward Elgar. La naturaleza diligente y altamente construida de sus obras fue un punto de partida y una inspiración para una generación de compositores. Sin embargo, incrustados dentro de sus meticulosas estructuras, hay motivos profundamente románticos. 
Brahms compuso para orquesta sinfónica, conjuntos de cámara, piano, órgano y voz y coro. Fue pianista y estrenó muchas de sus propias obras. Trabajó con algunos de los principales artistas de su tiempo, incluida la pianista Clara Schumann y el violinista Joseph Joachim (los tres eran amigos cercanos). Muchas de sus obras se han convertido en elementos básicos del repertorio de conciertos moderno. Era un perfeccionista intransigente, destruyó algunas de sus obras y dejó otras inéditas.
Las expresiones «Las tres bes», acuñada por Hans von Bülow, y «La santa trinidad» se refieren a Bach, Beethoven y Brahms como tres de los mayores compositores de la historia de la música.

## Biografía

### Infancia y juventud (1833-1850)

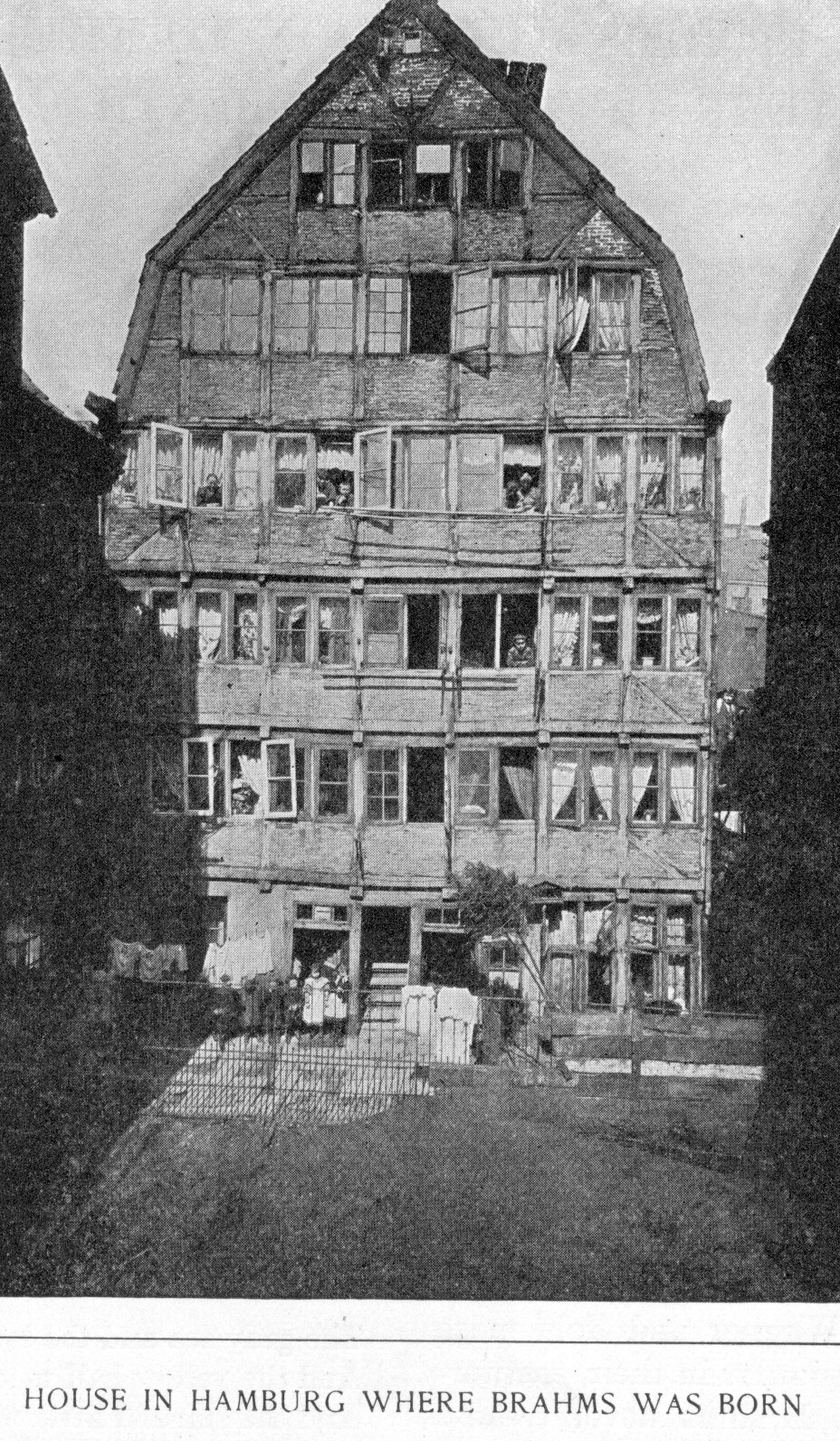
Fotografía de 1891 del edificio donde nació Johannes Brahms. Su familia ocupó parte del primer piso, entre las dos dobles ventanas del lado izquierdo. Fue destruido en el bombardeo de Hamburgo de 1943.

El padre de Brahms, Johann Jakob Brahms (1806-1872), era de la ciudad de Heide en Holstein. Contra la voluntad de su familia, Johann Jakob siguió una carrera musical y se trasladó a Hamburgo en 1826, donde encontró trabajos a tiempo parcial como músico de cuerda y viento. En 1830, se casó con Johanna Henrika Christiane Nissen (1789-1865), una costurera 17 años mayor que él. En el mismo año consiguió un puesto como trompetista en la milicia de Hamburgo. Finalmente, se convirtió en un contrabajista en el Stadttheater y la Philharmonisches Staatsorchester. A medida que Johann Jakob prosperó, la familia se mudó con el paso de los años a un alojamiento cada vez mejor en la ciudad.
Johannes Brahms nació el 7 de mayo de 1833. Su hermana Elisabeth (Elise) había nacido en 1831 y un hermano menor, Fritz Friedrich (Fritz), nació en 1835. Johann Jakob le dio a su hijo sus primeras lecciones musicales. Johannes también aprendió a tocar el violín y lo básico para tocar el violonchelo. A partir de 1840, a la edad de siete años, comenzó a estudiar piano con el profesor Otto Friedrich Willibald Cossel (1813-1865). Cossel se quejó en 1842 de que Brahms «podría ser muy buen intérprete, solo que no deja nunca de dedicarse a su interminable composición». A la edad de 10 años, hizo su debut como intérprete en un concierto privado que incluyó el Quinteto para piano y viento op. 16 de Beethoven y un cuarteto de piano de Mozart. También interpretó como solista un estudio de Henri Herz. En 1845, había escrito una sonata para piano en sol menor. Sus padres desaprobaron sus primeros esfuerzos como compositor y creían que tenía mejores perspectivas profesionales como intérprete.
De 1845 a 1848, Brahms estudió con el maestro de Cossel, el pianista y compositor Eduard Marxsen (1806-1887). Marxsen había conocido personalmente a Beethoven y Franz Schubert, admiraba las obras de Mozart y Joseph Haydn y era un devoto de la música de Johann Sebastian Bach. Marxsen transmitió a Brahms la tradición de estos compositores y se aseguró de que las propias composiciones de su alumno se basaran en esa tradición. En 1847, Brahms hizo su primera aparición pública como pianista solista en Hamburgo, interpretando una fantasía de Sigismund Thalberg. Su primer recital de piano completo, en 1848, incluyó una fuga de Bach, así como obras de Marxsen y virtuosos contemporáneos como Jacob Rosenhain. Un segundo recital en abril de 1849 incluyó la sonata Waldstein de Beethoven y una fantasía vals de su propia composición, y obtuvo críticas favorables en los periódicos.
Se sabe que las composiciones de Brahms en este período incluyeron música de piano, música de cámara y obras para coro de voces masculinas. Bajo el seudónimo «GW Marks», la compañía de Hamburgo Cranz publicó algunos arreglos y fantasías para piano en 1849. Sus primeras obras reconocidas (su Scherzo op. 4 y la canción Heimkehr op. 7 n.º 6) datan de 1851. Sin embargo, Brahms fue más tarde diligente al eliminar todas sus primeras obras e incluso en 1880 le escribió a su amiga Elise Giesemann para que le enviara sus manuscritos de música coral para que los pudiera destruir.
Las historias constantes del empobrecido adolescente Brahms tocando en bares y burdeles solo tienen una procedencia anecdótica y muchos expertos modernos las descartan, ya que la familia Brahms disfrutaba de buena posición y la legislación de Hamburgo prohibía estrictamente tanto la música como la admisión de menores en los burdeles.

### Inicio de su carrera (1850-1862)

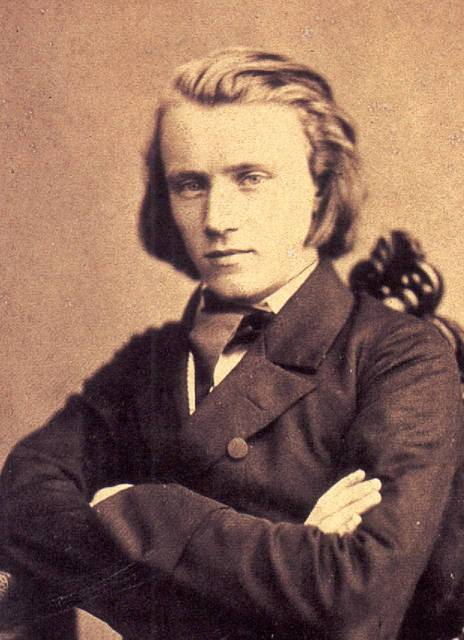
Johannes Brahms en 1853.

En 1850, Brahms conoció al violinista húngaro Eduard Reményi y lo acompañó en varios recitales en los años siguientes. Esta fue su introducción a la música de «estilo gitano», como las zardas, que más tarde se convirtió en la base de sus composiciones más lucrativas y populares, los dos conjuntos de Danzas húngaras (1869 y 1880). Ese año también supuso el primer contacto de Brahms con Robert Schumann, aunque fallido. Durante la visita de Schumann a Hamburgo ese año, los amigos persuadieron a Brahms para que le enviara algunas de sus composiciones, pero el paquete fue devuelto sin abrir.
En 1853, realizó una gira de conciertos como acompañante de Reményi. A finales de mayo, visitaron al violinista y compositor Joseph Joachim en Hannover. Brahms había escuchado anteriormente a Joachim interpretar la parte solista en el concierto para violín de Beethoven y quedó profundamente impresionado. Brahms tocó algunas de sus propias piezas para piano solo para Joachim, quien recordó cincuenta años después: «Nunca en el curso de mi vida de artista me sentí tan completamente abrumado». Este fue el comienzo de una amistad que duró toda la vida, aunque se descarriló temporalmente cuando Brahms se puso del lado de la esposa de Joachim en el proceso de divorcio de 1883. Brahms también admiraba a Joachim como compositor y en 1856 se embarcaron en un ejercicio de entrenamiento mutuo para mejorar sus habilidades en, en palabras de Brahms, «doble contrapunto, cánones, fugas, preludios o lo que sea». Bozarth afirma que «los productos del estudio de Brahms del contrapunto y música antigua en los siguientes años incluyeron "piezas de baile, preludios y fugas para órgano, y obras corales neorrenacentistas y neobarrocas"».
Después de conocer a Joachim, Brahms y Reményi visitaron Weimar, donde conoció a Franz Liszt, Peter Cornelius y Joachim Raff, y donde Liszt interpretó el Scherzo op. 4 de Brahms a primera vista. Reményi afirmó que Brahms se durmió durante la actuación de Liszt de su Sonata en si menor. Este y otros desacuerdos llevaron a Reményi y Brahms a separarse.
Brahms visitó Düsseldorf en octubre de 1853 y, con una carta de presentación de Joachim, fue recibido por Schumann y su esposa Clara. Schumann, muy impresionado y encantado por el talento del joven de 20 años, publicó un artículo titulado «Neue Bahnen» («Nuevos caminos») en la edición del 28 de octubre de la revista Neue Zeitschrift für Musik en el que lo denominaba como uno que estaba «destinado a dar expresión a los tiempos de la manera más alta e ideal». Este elogio pudo agravar los estándares autocríticos de perfección de Brahms y abolir su confianza. Le escribió a Schumann en noviembre de ese año que su elogio «despertará expectativas tan extraordinarias por parte del público que no sé cómo puedo comenzar a cumplirlas». Mientras estaba en Düsseldorf, Brahms participó con Schumann y el alumno de este, Albert Dietrich, en la escritura de un movimiento de sonata para violín para Joachim, la Sonata F-A-E, las letras que representan las iniciales del lema personal de Joachim «Frei aber einsam» («Libre pero solitario»).

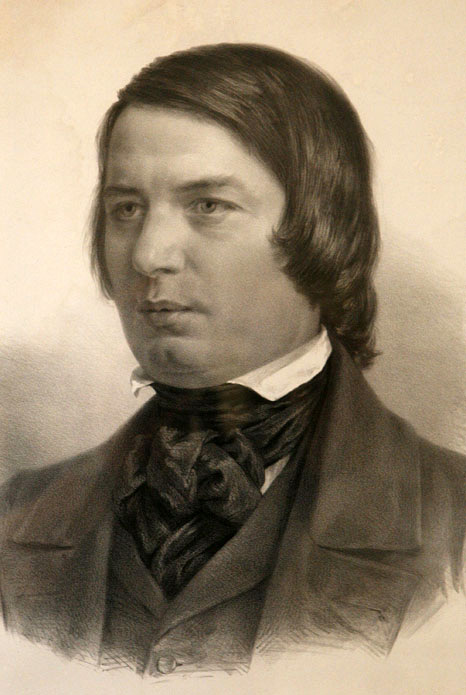
La publicación de un artículo por Robert Schumann en la revista Neue Zeitschrift für Musik contribuyó notablemente a que Brahms se convirtiese en un compositor conocido.

El espaldarazo de Schumann llevó a la primera publicación de las obras de Brahms bajo su propio nombre. Fue a Leipzig donde Breitkopf & Härtel publicó sus op. 1-4 (las Sonatas para piano n.º 1 y n.º 2, las Seis canciones op. 3 y el Scherzo op. 4), mientras que Bartholf Senff publicó la Sonata para piano n.º 3 op. 5 y las Seis canciones op. 6. En Leipzig, dio recitales que incluyeron sus dos primeras sonatas para piano y se reunió con Ferdinand David, Ignaz Moscheles y Hector Berlioz, entre otros.
Después del intento de suicidio de Schumann y su posterior confinamiento en un sanatorio mental cerca de Bonn en febrero de 1854 (donde murió de neumonía en 1856), Brahms se estableció en Düsseldorf, donde apoyó a la familia y se ocupó de los asuntos comerciales en nombre de Clara. A esta no se le permitió visitar a Robert hasta dos días antes de su muerte, pero él pudo visitarlo y actuó como intermediario. Brahms comenzó a tener sentimientos intensos por Clara, quien para él representaba un ideal de feminidad. Su relación platónica intensamente emocional duró hasta la muerte de ella. En junio de 1854, Brahms le dedicó su op. 9, las Variaciones sobre un tema de Robert Schumann. El compositor solía presentarle a Clara sus obras antes de estrenarlas y muchas veces, la pianista era la encargada de estrenarlas. Ella continuó apoyando la carrera de Brahms al programar su música en sus recitales.
Después de la publicación de sus Cuatro baladas para piano op. 10, no publicó más obras hasta 1860. Su proyecto principal de ese período fue el Concierto para piano en re menor, que había comenzado como una obra para dos pianos en 1854, pero pronto se dio cuenta de que necesitaba un formato a mayor escala. Establecido en Hamburgo en ese momento, ganó, con el apoyo de Clara, un puesto como músico en la pequeña corte de Detmold, la capital del Principado de Lippe, donde pasó los inviernos de 1857 a 1860 y para el cual escribió sus dos Serenatas (1858 y 1859, Opp. 11 y 16). En Hamburgo estableció un coro de mujeres para el que escribió música y dirigió. A este período también pertenecen sus dos primeros cuartetos para piano (op. 25 y op. 26) y el primer movimiento del tercero, que finalmente apareció en 1875.
El final de la década trajo contratiempos profesionales para Brahms. El estreno del Concierto para piano n.º 1 en Hamburgo el 22 de enero de 1859, con el compositor como solista, tuvo una mala recepción. Escribió a Joachim que la actuación fue «un brillante y decisivo - fracaso ... obliga a concentrar los pensamientos y aumentar el coraje de uno ... Pero los abucheos fueron demasiado buenos ...». En una segunda presentación, la reacción de la audiencia fue tan hostil que tuvieron que refrenar al compositor de abandonar el escenario después del primer movimiento. Como consecuencia de estas reacciones, Breitkopf & Härtel declinaron publicar sus nuevas composiciones. En consecuencia, Brahms estableció una relación con otros editores, incluido Simrock, quien finalmente se convirtió en su principal socio editorial. Hizo una intervención adicional en 1860 en el debate sobre el futuro de la música alemana que falló gravemente. Junto con Joachim y otros, preparó un ataque contra los seguidores de Liszt, la llamada Nueva Escuela Alemana (aunque el propio Brahms simpatizaba con la música de Richard Wagner, la luz principal de la Escuela). En particular, se opusieron al rechazo de las formas musicales tradicionales y a la «miserable maleza que crece de fantasías como las de Liszt». Se filtró un borrador a la prensa, y el Neue Zeitschrift für Musik publicó una parodia, que ridiculizaba a Brahms y sus asociados por mirar hacia atrás. El compositor nunca más se aventuró en polémicas musicales públicas. Se conoce a este enfrentamiento como Guerra de los románticos.
La vida personal de Brahms también fue problemática. En 1859, se comprometió con la cantante Agathe von Siebold. El compromiso se interrumpió pronto, pero incluso después de esto, le escribió: «¡Te amo! Debo verte de nuevo, pero soy incapaz de llevar grilletes. Por favor escríbeme ... si ... puedo volver a abrazarte en mis brazos, besarte y decirte que te amo». Nunca se volvieron a ver y luego confirmó a un amigo que Agathe era su «último amor».

### Traslado a Viena (1862-1876)

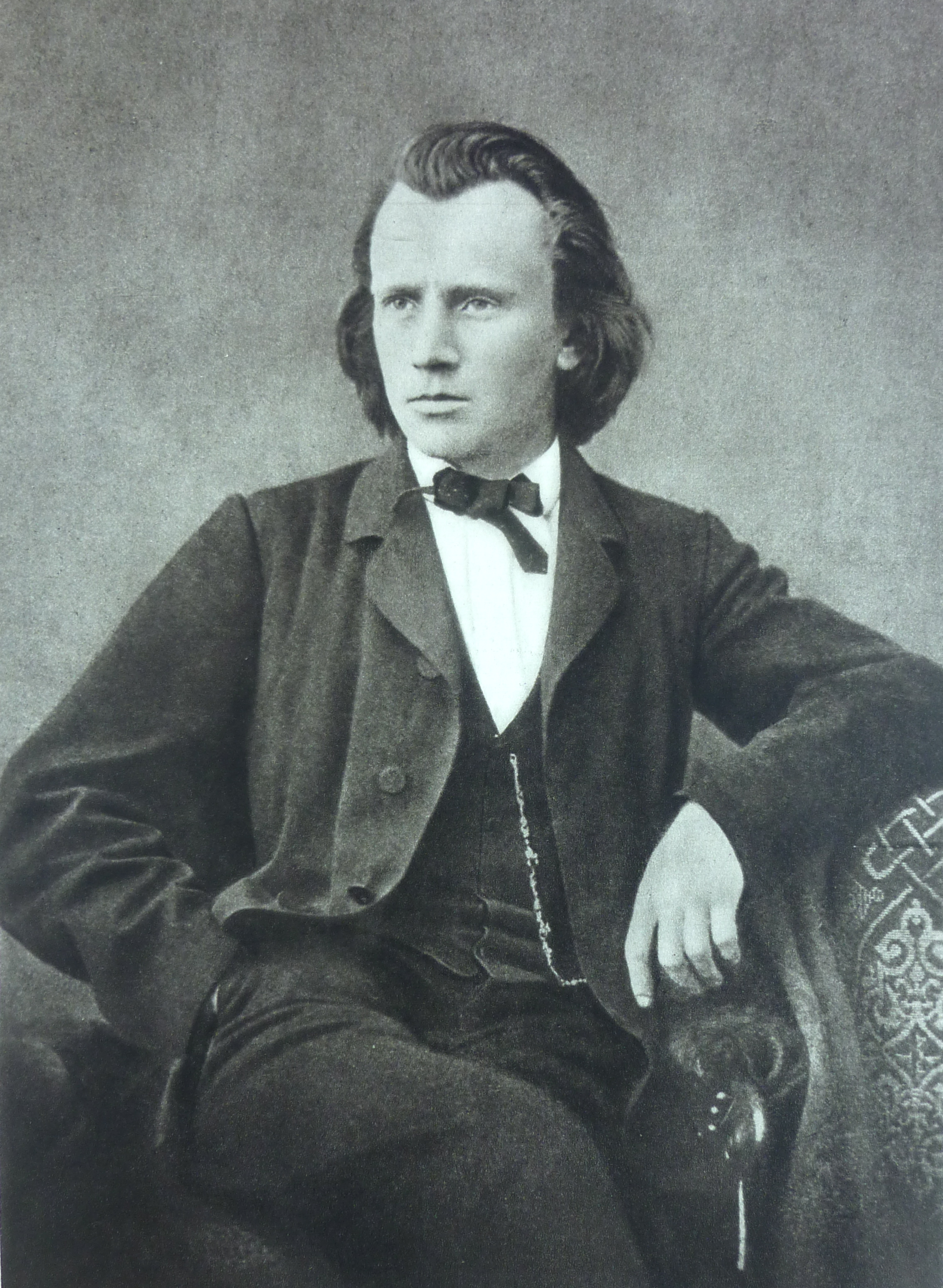
Johannes Brahms en 1866.

Brahms esperaba que se le diera la dirección de la Orquesta Filarmónica de Hamburgo, pero en 1862 este puesto fue para el barítono Julius Stockhausen. En otoño de 1862, hizo su primera visita a Viena y permaneció allí durante el invierno. Se relacionó con dos miembros cercanos del círculo de Wagner, su antiguo amigo Peter Cornelius y Karl Tausig, y con Josef Hellmesberger (padre) y Julius Epstein, respectivamente director del Conservatorio de Viena y director de estudios de violín, y el director de estudios de piano. El círculo de Brahms creció para incluir al notable crítico (y opositor de la Nueva Escuela Alemana) Eduard Hanslick, el director Hermann Levi y el cirujano Theodor Billroth, quienes se convirtieron entre sus mejores defensores.
En enero de 1863, Brahms conoció a Richard Wagner, para quien interpretó sus Variaciones y fuga sobre un tema de Händel op. 24, que había completado el año anterior. La reunión fue cordial, aunque Wagner en años posteriores hizo comentarios críticos e incluso insultantes sobre su música. Sin embargo, Brahms retuvo en ese momento y más tarde un gran interés en la música de Wagner y ayudó con los preparativos para los conciertos de Wagner en Viena en 1862-1863 y fue recompensado por Tausig con un manuscrito de parte de Tannhäuser (que Wagner exigió en 1875). También se interpretaron las variaciones de Händel, junto con el primer cuarteto de piano, en sus primeros recitales vieneses, en los que sus interpretaciones fueron mejor recibidas por el público y la crítica que su música.
Aunque Brahms consideró la idea de ocupar puestos de dirección en otros lugares, se estableció cada vez más en Viena y pronto la convirtió en su hogar. En 1863, fue nombrado director de la Wiener Singakademie. Sorprendió a su público al programar muchas obras de los primeros maestros alemanes como Heinrich Schütz y Johann Sebastian Bach, y otros primeros compositores como Giovanni Gabrieli. La música más reciente estaba representada por obras de Ludwig van Beethoven y Felix Mendelssohn. Brahms también escribió obras para el coro, incluido su Motete, op. 29. Sin embargo, al descubrir que el puesto le restaba demasiado tiempo para componer, dejó el coro en junio de 1864. Desde ese año a 1876, pasó muchos de sus veranos en Lichtental, hoy parte de Baden-Baden, donde Clara Schumann y su familia también pasaron algún tiempo. Su casa en la ciudad, donde trabajó en muchas de sus principales composiciones, incluido un Un réquiem alemán y sus obras de cámara de la época intermedia, se conserva como museo.
En febrero de 1865, murió su madre y comenzó a componer su gran obra coral Un réquiem alemán op. 45, de la que seis movimientos se completaron en 1866. Los estrenos de los primeros tres movimientos se dieron en Viena, pero la obra completa se estrenó en Bremen en 1868 con gran éxito. Se agregó un séptimo movimiento (el solo de soprano «Ihr habt nun Traurigkeit») para el igualmente exitoso estreno de Leipzig (febrero de 1869) y la obra pasó a recibir conciertos y aclamaciones de la crítica en toda Alemania y también en Reino Unido, Suiza y Rusia, y supuso efectivamente la llegada de Brahms al escenario internacional. También experimentó en este período el éxito popular con obras como su primer conjunto de Danzas húngaras (1869), el Liebeslieder Walzer op. 52 (1868-1869) y sus colecciones de lieder (op. 43 y 46-49). Después de tales éxitos, finalmente completó una serie de obras con las que había luchado durante muchos años, como la cantata Rinaldo (1863-1868), sus primeros dos cuartetos de cuerda op. 51 n.º 1 y n.º 2 (1865-1873), el tercer cuarteto de piano (1855-1875), y más notablemente su Primera sinfonía que apareció en 1876, pero que había comenzado ya en 1855. Durante 1869, Brahms se enamoró de la hija de Schumann, Julie (entonces de 24 años), pero no se declaró; cuando más tarde ese año se anunció el compromiso de Julie con el conde Marmorito, este le escribió y le dio a Clara el manuscrito de su Rapsodia para alto op. 53. Clara escribió en su diario que «él la llamó» su «canción de bodas» y se percibía «el profundo dolor en el texto y la música».
De 1872 a 1875, Brahms fue director de los conciertos de la Gesellschaft der Musikfreunde de Viena. Se aseguró de que la orquesta contara solo con profesionales y dirigió un repertorio que abarcaba desde Bach hasta los compositores del siglo XIX que no pertenecían a la Nueva Escuela Alemana, que incluía a Beethoven, Franz Schubert, Mendelssohn, Schumann, Joachim, Ferdinand Hiller, Max Bruch y a sí mismo (en particular sus obras corales a gran escala, el Réquiem alemán, la Rapsodia para alto y el patriótico Canto del triunfo op. 55, que celebraba la victoria de Prusia en la Guerra franco-prusiana de 1870-1871). En 1873, tuvo lugar el estreno de sus Variaciones sobre un tema de Haydn, originalmente concebido para dos pianos, que se ha convertido en una de sus obras más populares.

### Años de fama (1876-1890)

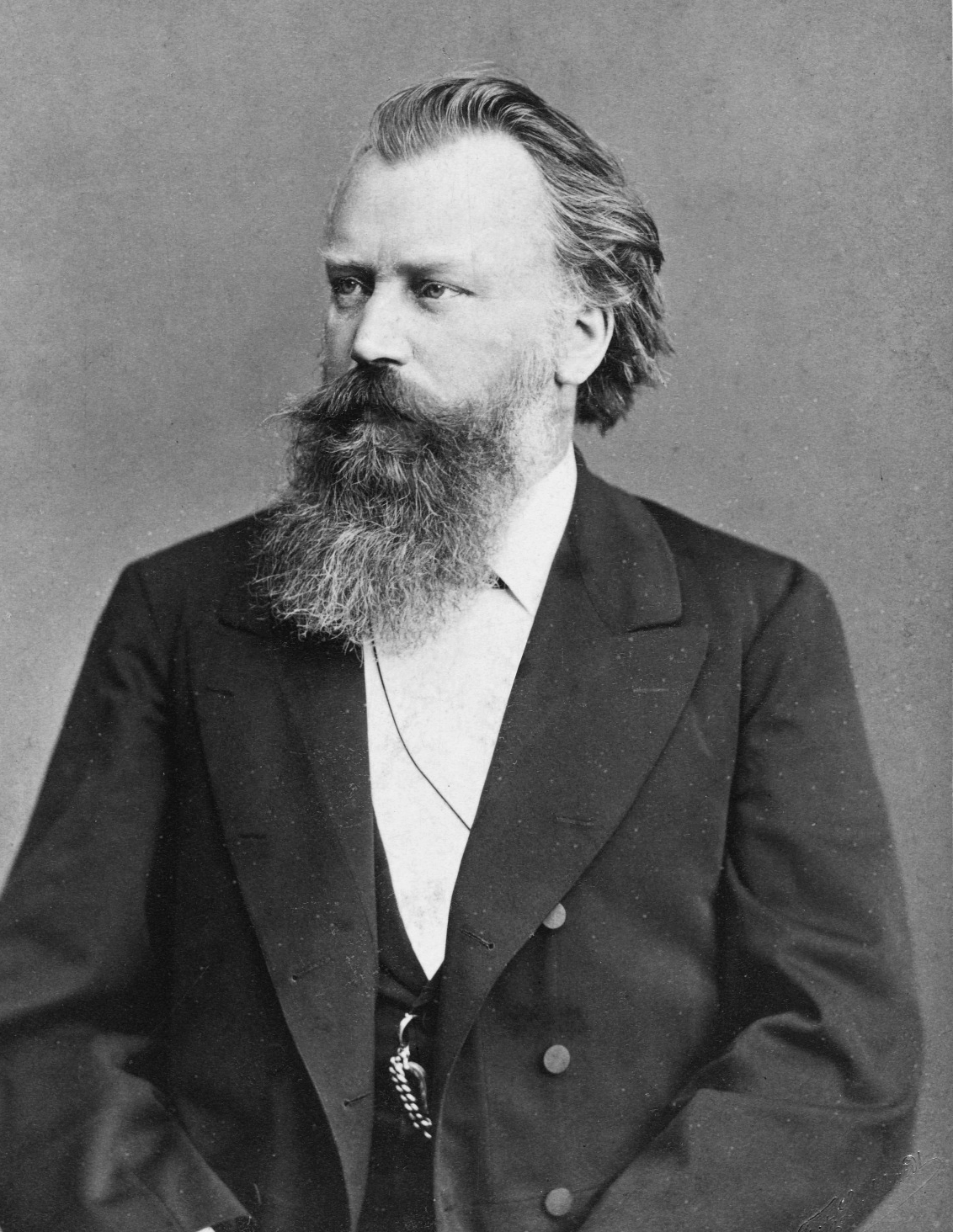
Hacia 1878, Johannes Brahms cambió su imagen y se dejó barba. Fotografía del compositor circa 1885.

La Primera sinfonía op. 68 de Brahms apareció en 1876, aunque la había comenzado (y había anunciado una versión del primer movimiento a Clara y a Albert Dietrich) a principios de la década de 1860. Durante la década evolucionó muy gradualmente y pudo no haber comenzado la concepción del final hasta 1868. Brahms fue cauteloso y típicamente autocrítico sobre la sinfonía durante su creación, escribió a sus amigos que era «larga y difícil», «no exactamente encantadora» y, significativamente «larga y en do menor», que, como señala Richard Taruskin, dejaba en claro «que Brahms estaba adoptando el modelo de modelos [para una sinfonía]: la Quinta de Beethoven».
En mayo de 1876, la Universidad de Cambridge ofreció otorgar títulos honoríficos de Doctor en Música a Brahms y Joachim, siempre que compusieran nuevas piezas como «tesis» y estuvieran presentes en Cambridge para recibir sus títulos. Brahms era reacio a viajar a Reino Unido y solicitó recibir el título in absentia. Ofreció como tesis la sinfonía realizada previamente, en noviembre de 1876. Pero de los dos, sólo Joachim fue a Reino Unido y a él solo se le otorgó un título. Brahms «agradeció la invitación» al darle el manuscrito de la partitura y partes de su primera sinfonía a Joachim, quien dirigió el estreno inglés en Cambridge el 8 de marzo de 1877.
A pesar de la cálida recepción que tuvo la Primera sinfonía, Brahms permaneció insatisfecho y revisó ampliamente el segundo movimiento antes de que se publicara la obra. Siguió una sucesión de obras orquestales bien recibidas: la Segunda sinfonía op. 73 (1877), el Concierto para violín op. 77 (1878), dedicado a Joachim, que fue consultado de cerca durante su composición, y la Obertura del festival académico, escrita tras la concesión de un título honorífico por la Universidad de Breslau, y la Obertura trágica de 1880. El reconocimiento recibido por Brahms de Breslau como «el líder en el arte de la música seria en Alemania hoy» llevó a un comentario bilioso de Wagner en su ensayo Sobre poesía y composición: «Sé de algunos compositores famosos que en sus conciertos se ocultan poniéndose el disfraz de cantante de calle un día, la peluca del "Aleluya" de Händel el siguiente, el traje de un judío violinista de zardas otra vez y luego de nuevo bajo la apariencia de una sinfonía muy respetable vestida como Número Diez».
Brahms ahora era reconocido como una figura importante en el mundo de la música. Había estado en el jurado que otorgó el Premio del Estado de Viena al compositor, entonces poco conocido, Antonín Dvořák tres veces, primero en febrero de 1875 y más tarde en 1876 y 1877, y recomendó con éxito a Dvořák a su editor, Simrock. Los dos hombres se vieron por primera vez en 1877, y Dvořák dedicó a Brahms su Cuarteto de cuerda, op. 34 de ese año. También comenzó a recibir una variedad de honores: Luis II de Baviera le otorgó la Orden Bávara de Maximiliano para las ciencias y las artes en 1874 y el amante de la música Jorge II de Sajonia-Meiningen le otorgó en 1881 la Cruz del Comandante de la Orden de la Casa de Meiningen.
En esa época, Brahms también eligió cambiar su imagen. Siempre había estado bien afeitado, pero en 1878 sorprendió a sus amigos al dejarse crecer la barba y le escribió en septiembre al director de orquesta Bernhard Scholz «¡Iré con una barba larga! Prepare a su esposa para una vista horrible». El cantante George Henschel recordó que después de un concierto «Vi a un hombre desconocido para mí, bastante corpulento, de mediana estatura, con cabello largo y barba completa. Con una voz muy profunda y ronca se presentó como "Musikdirektor Müller" ... un instante después, todos nos encontramos riéndonos de corazón por el perfecto éxito del disfraz de Brahms». El incidente también muestra su gusto por las bromas.
En 1882, completó su Concierto para piano n.º 2 op. 83, dedicado a su maestro Marxsen. Hans von Bülow lo invitó para realizar un estreno de la obra con la Orquesta de la corte de Meiningen. Este fue el comienzo de su colaboración con Meiningen y con von Bülow, quien clasificó a Brahms como una de las «tres bes». En una carta a su esposa escribió: «Sabes lo que pienso de Brahms: después de Bach y Beethoven, el más grande, el más sublime de todos los compositores». Los años siguientes vieron los estrenos de su Tercera op. 90 (1883) y su Cuarta Sinfonía op. 98 (1885). Richard Strauss, quien había sido nombrado asistente de von Bülow en Meiningen y no estaba seguro acerca de la música de Brahms, se convirtió por la Tercera Sinfonía y estaba entusiasmado con la Cuarta: «una obra gigante, genial en concepto e invención». Otro partidario, pero cauteloso, de la generación más joven fue Gustav Mahler, quien conoció a Brahms en 1884 y siguió siendo un conocido cercano. Lo calificó como superior a Anton Bruckner, pero más pegado a la tierra que Wagner y Beethoven.
En 1889, Theo Wangemann, un representante del inventor estadounidense Thomas Edison, visitó al compositor en Viena y lo invitó a hacer una grabación experimental. Brahms interpretó una versión abreviada de su primera danza húngara y Die Libelle de Josef Strauss en el piano. Aunque la introducción hablada a la pequeña pieza musical es bastante clara, la interpretación del piano es en gran medida inaudible debido al fuerte ruido de superficie. En ese mismo año, Brahms fue nombrado ciudadano honorífico de Hamburgo.

### Últimos años (1890-1897)

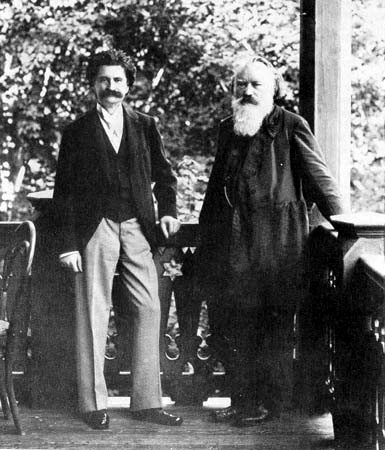
Johann Strauss (hijo) y Johannes Brahms en Bad Ischl en 1894.

Brahms conoció a Johann Strauss (hijo), que era ocho años mayor que él, en la década de 1870, pero su amistad se estrechó a partir de 1889. Admiraba gran parte de la música de Strauss y alentó al compositor a que firmara con su editor Simrock. Al autografiar un abanico para la esposa de Strauss, Adele, Brahms escribió las notas de apertura del vals del Danubio Azul, agregando las palabras «desafortunadamente no por Johannes Brahms».
Después del exitoso estreno en Viena de su Segundo quinteto de cuerda op. 111, en 1890, Brahms, de 57 años, llegó a pensar que podría retirarse de la composición y le dijo a un amigo que «había logrado lo suficiente, aquí tuve una vejez despreocupada y pude disfrutarla en paz». También comenzó a encontrar consuelo en la compañía de la mezzosoprano Alice Barbi, de 28 años, y pudo haberle propuesto matrimonio. Su admiración por Richard Mühlfeld, clarinetista de la orquesta de Meiningen, revivió su interés por componer y lo llevó a escribir el Trío para clarinete, violonchelo y piano op. 114, el Quinteto para clarinete op. 115 (1891) y las dos Sonatas para clarinete op. 120 (1894). También escribió en este momento sus ciclos finales de piezas para piano, op. 116-119, Vier ernste Gesänge op. 121 (1896), a raíz de la muerte de Clara Schumann en 1896, y los Once preludios corales para órgano op. 122 (1896). El último de estos es un arreglo de «O Welt ich muss dich lassen» y son las últimas notas que escribió Brahms. Muchas de estas obras las compuso en su casa en Bad Ischl, que había visitado por primera vez en 1882 y donde pasó todos los veranos desde 1889 en adelante.

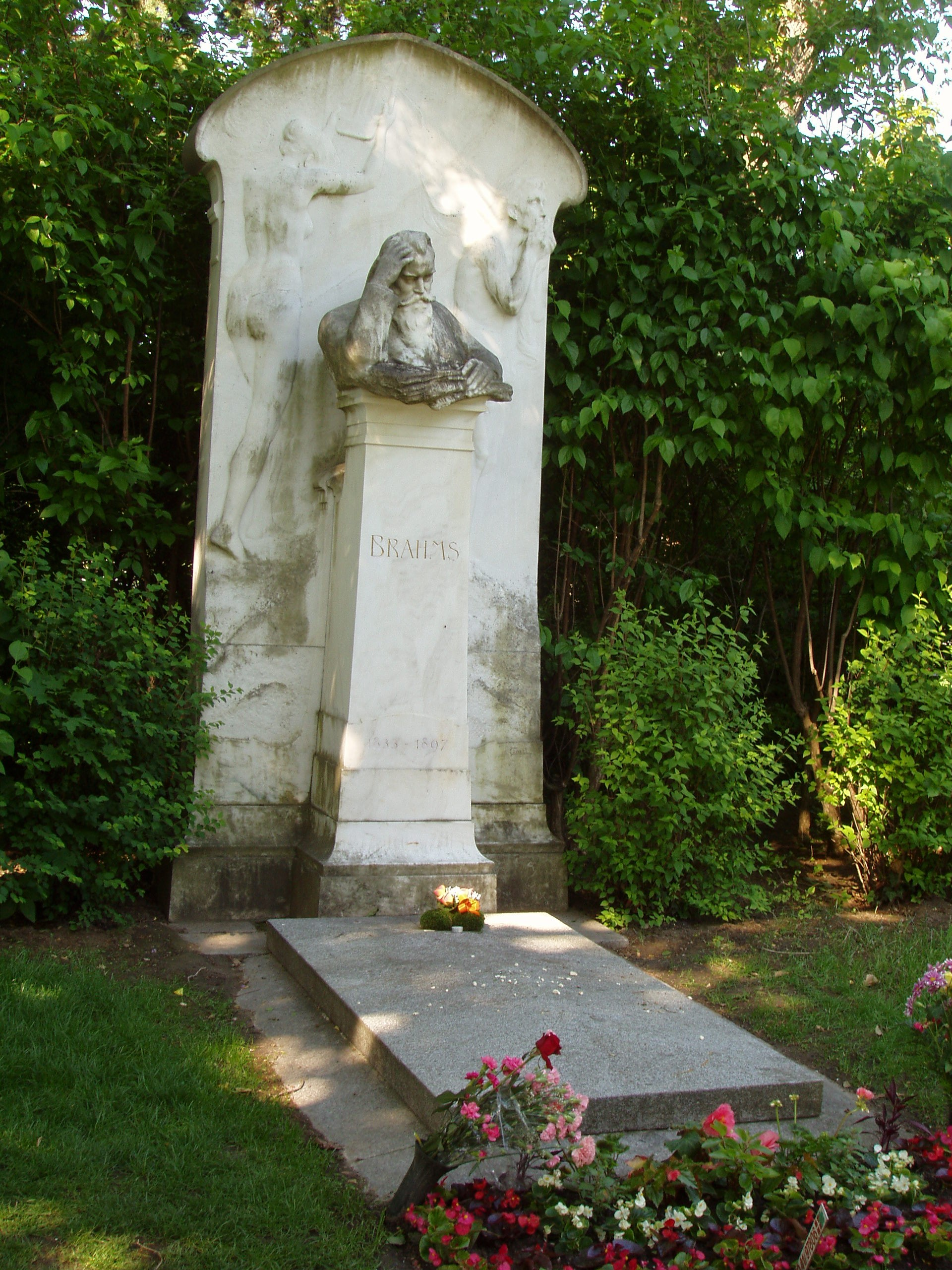
Tumba de Johannes Brahms en el Zentralfriedhof de Viena.

En el verano de 1896, le diagnosticaron ictericia y más tarde su médico vienés determinó que padecía cáncer de hígado, misma afección por la que había muerto su padre. Su última aparición pública fue el 7 de marzo de 1897 cuando vio a Hans Richter dirigir su Cuarta Sinfonía. Hubo una ovación después de cada uno de los cuatro movimientos. Hizo el esfuerzo, tres semanas antes de su muerte, para asistir al estreno de la opereta de Johann Strauss Die Göttin der Vernunft en marzo de 1897. Su condición empeoró gradualmente y murió el 3 de abril de ese mismo año, en Viena, a los 63 años. Brahms está enterrado en el Zentralfriedhof en Viena, debajo de un monumento diseñado por Victor Horta con escultura de Ilse von Twardowski. Nunca llegó a casarse. Era considerado un compositor muy importante en su época, caso atípico entre los músicos de su tiempo.

## Obra

### Estilo e influencias
La música de Brahms parte de unas fuentes clásicas muy claras: el Clasicismo vienés de Joseph Haydn, Wolfgang Amadeus Mozart y, sobre todo, Ludwig van Beethoven, quien ejerció una marcada influencia en él y a quien veneraba. En su casa, un busto de mármol de Beethoven miraba hacia abajo en el lugar donde componía y algunos pasajes de las obras de Brahms recuerdan el estilo del compositor. La Primera sinfonía de Brahms tiene fuertemente la influencia de la Quinta Sinfonía de Beethoven, ya que las dos obras están en do menor y se mueven con dificultad para terminar en un do mayor triunfal. El tema principal del final de la Primera Sinfonía también recuerda al tema principal del final de la Novena de Beethoven y cuando se le señaló este parecido con Brahms, él respondió que cualquier estúpido podía verlo. En 1876, cuando la obra se estrenó en Viena, fue inmediatamente aclamada como «la Décima de Beethoven». De hecho, la similitud de la música de Brahms con la de la última de Beethoven se había notado por primera vez en noviembre de 1853 en una carta de Albert Dietrich a Ernst Naumann. Su identificación con la música del período clásico fue tanta que incorporó a muchos movimientos de sus obras las formas de aquella música.
También admiraba especialmente a Mozart, tanto que en sus últimos años, según los informes, lo declaró como el mejor compositor. El 10 de enero de 1896, Brahms dirigió la Obertura del Festival Académico y los dos conciertos para piano en Berlín, y durante la siguiente celebración, Brahms interrumpió el brindis de Joachim con «Ganz recht; auf Mozart's Wohl» («Totalmente cierto, a la salud de Mozart»). Brahms también comparó a Mozart con Beethoven en detrimento de este último, en una carta a Richard Heuberger, en 1896: «La disonancia, la verdadera disonancia como la usó Mozart, no se encuentra en Beethoven. Mire Idomeneo. No solo es una maravilla, sino que como Mozart era todavía bastante joven y atrevido cuando lo escribió, era algo completamente nuevo. No se podía encargar buena música a Beethoven, ya que solo creaba obras menores por encargo: sus piezas más convencionales, sus variaciones y cosas por el estilo». Brahms recopiló las primeras ediciones y autógrafos de las obras de Mozart y Haydn e incluso editaba partituras de las obras que se representaban habitualmente. 
Estudió la música de compositores preclásicos, incluidos Giovanni Pierluigi da Palestrina, Giovanni Gabrieli, Johann Adolph Hasse, Heinrich Schütz, Domenico Scarlatti, Georg Friedrich Händel y, especialmente, Johann Sebastian Bach. Entre sus amigos se encontraban destacados musicólogos y, con Friedrich Chrysander, editó una edición de las obras de François Couperin. También editó obras de Carl Philipp Emmanuel y Wilhelm Friedemann Bach. Buscó inspiración en el arte del contrapunto en la música antigua y los temas de algunas de sus obras se inspiran en fuentes barrocas como El arte de la fuga de Bach en el final fugal de la Sonata para violonchelo n.º 1 o la cantata Nach dir, Herr, verlanget mich, BWV 150 del mismo compositor en el tema pasacalles del final de su Cuarta Sinfonía. Peter Phillips (2007) encuentra afinidades entre las texturas contrapuntísticas rítmicamente cargadas de Brahms y las de maestros renacentistas como Giovanni Gabrieli y William Byrd. Al referirse a Though Amaryllis dance de Byrd, Philips comenta que «los ritmos cruzados en esta pieza emocionaron tanto a E. H. Fellowes que los comparó con el estilo compositivo de Brahms».
Por otra parte, la influencia de los primeros compositores románticos, como Robert Schumann (particularmente, quien lo alentó como joven compositor), Felix Mendelssohn o Franz Schubert, es muy acusada. Durante su estancia en Viena en 1862-1863, Brahms se interesó especialmente por la música de este último. La influencia de Schubert puede identificarse en obras de Brahms que datan de la época, como los dos cuartetos para piano op. 25 y op. 26, y el Quinteto para piano que alude al Quinteto de cuerda y al Gran dúo para piano a cuatro manos de Schubert. La influencia de Fredéric Chopin y Mendelssohn sobre Brahms es menos obvia, aunque ocasionalmente se puede encontrar en sus obras lo que parece ser una alusión a una de las suyas (por ejemplo, el Scherzo de Brahms, op. 4, alude al Scherzo en si bemol menor de Chopin y el movimiento scherzo en la Sonata para piano en fa menor de Brahms, op. 5, alude al final del Trío para piano en do menor de Mendelssohn).
Brahms se mantuvo fiel durante toda su vida al estilo del Clasicismo romántico, sin aceptar ninguna de las novedades que provenían tanto de la escuela francesa de Hector Berlioz, como de Franz Liszt o de Richard Wagner. Además, si bien en su primera época predominan los aspectos expresivos más acusados del Romanticismo, a medida que se acerca a la madurez su música se volvió más introspectiva y más encerrada en un Clasicismo muy contenido. Por este motivo, fue considerado como un compositor académico y conservador, si bien este juicio da una imagen falsa de su música. 
Las principales novedades de Brahms se desarrollan en el interior del propio lenguaje musical. Brahms fue un maestro del contrapunto. «Para Brahms, ... las formas más complicadas de contrapunto eran un medio natural de expresar sus emociones», escribe Geiringer. «Así como Palestrina o Bach lograron dar un significado espiritual a su técnica, Brahms pudo convertir un canon in motu contrario o un canon per augmentationem en una pura pieza de poesía lírica». Los escritores sobre Brahms han comentado sobre su uso del contrapunto. Por ejemplo, de Variaciones sobre un tema de Robert Schumann op. 9, Geiringer escribe que Brahms «muestra todos los recursos del arte contrapuntístico». En el Cuarteto de piano en la mayor op. 26, Jan Swafford señala que el tercer movimiento es «demoníaco-canónico», haciéndose eco del famoso minueto para cuarteto de cuerdas de Haydn llamado La ronda de la bruja. Swafford opina además que «el desarrollo temático, el contrapunto y la forma fueron los términos técnicos dominantes en los que Brahms ... pensó en la música».
Junto a su habilidad en el contrapunto estaba su manejo sutil del ritmo y la métrica. En el caso del ritmo, son muy característicos de su música las síncopas, los desplazamientos y la superposición de ritmos binarios y ternarios. Además, en el aspecto formal Brahms incorporó lo que se ha denominado como variación progresiva, que consiste en una forma en continuo desarrollo orgánico, que aparece superpuesta a la estructura clásica tradicional, sin entrar en conflicto con ella, pero complementándola. Todos estos aspectos hicieron que su música influyera decisivamente en compositores del siglo XX, especialmente en Arnold Schönberg, que hizo una importante reivindicación de los aspectos más progresivos y renovadores de la música de Brahms. Schönberg estaba influenciado por él, quien le servía como modelo para teorizar el lugar de la razón en el arte. En lo que se refiere a la armonía, y a diferencia de lo que sucede en Richard Wagner, la originalidad de Brahms tiende a pasar desapercibida por la apariencia clásico-romántica de sus composiciones. New Grove Dictionary of Music especula que su contacto con la música folclórica húngara y gitana cuando era adolescente lo llevó a «su fascinación de por vida por los ritmos irregulares, las figuras de tresillos y el uso del rubato» en sus composiciones. Según Musgrave, «sólo un compositor lo rivaliza en la naturaleza avanzada de su pensamiento rítmico, y ese es Stravinski».
Brahms consideró renunciar a la composición cuando parecía que las innovaciones de otros compositores en tonalidad extendida daban como resultado que la regla de la tonalidad se rompiera por completo. Aunque Wagner se volvió ferozmente crítico de Brahms a medida que este último crecía en importancia y popularidad, fue entusiastamente receptivo a las primeras Variaciones y fuga sobre un tema de Händel. El propio Brahms, según muchas fuentes, admiraba profundamente la música de Wagner, confinando su ambivalencia sólo a los preceptos dramatúrgicos de la teoría de Wagner. Brahms representa el racionalismo, la antítesis del romanticismo wagneriano. Para el compositor, el desarrollo musical era la consecuencia del trabajo casi matemático en los intervalos. Sus obras corresponden a procedimientos racionales. Es frecuente que su música se asocie con emociones como la melancolía o la nostalgia y también se ha dicho que su música tiene un carácter otoñal. Todo ello se ha explicado tanto por su carácter como por el hecho de que pertenezca a la última etapa del Romanticismo. Por ello, a Brahms se le considera el más clásico de los compositores románticos o de hecho el primero compositor postromántico.
En su trabajo Brahms fue un perfeccionista. Una muestra de ello es el hecho de que tardase tantos años en acabar su Primera sinfonía. Algunos expertos opinan que esa sinfonía en realidad no fue la primera, ya que la primera no había llegado a salir a la luz por no sentirse satisfecho con ella. Lo que es cierto es que rompía con cierta frecuencia nuevas composiciones que no estaban a la altura. Brahms fue amante de la naturaleza. En sus paseos por los bosques que rodean Viena llevaba siempre caramelos que repartía entre los niños. Hacia los mayores era más bien hosco, aunque sus amigos le apreciaban sinceramente.

### Composiciones

#### Música de cámara
A Brahms se le reconoce unánimemente como uno de los compositores más importantes en lo que se refiere a la música de cámara, género en el que destacó desde su juventud. Sus primeras composiciones de cámara, como el Sexteto de cuerda n.º 1 op. 18 en si bemol mayor, o el Cuarteto con piano n.º 1 op. 25 y el Cuarteto con piano n.º 2 op. 26, muestran una gran amplitud y complejidad de ideas que sólo con mucha dificultad consigue hacer entrar en el molde de la música de cámara. La culminación de esta primera época se encuentra en el Quinteto con piano en fa menor op. 34, verdadera síntesis del Clasicismo romántico. Una obra intermedia es el Trío para trompa, violín y piano op. 40. A partir del Cuarteto de cuerda n.º 1 y el Cuarteto de cuerda n.º 2 op. 51, Brahms se ejercitó en un tipo de composición más orgánica y cerrada, en el que asimismo comienzan a aparecer todos los aspectos musicales que apuntan hacia el futuro. A partir de ese momento, surgieron gran número de obras de cámara de enorme importancia, como el Cuarteto para piano n.º 3 en do menor op. 60, el Cuarteto de cuerda n.º 3 en si bemol menor op. 67, las tres Sonatas para violín y piano op. 78, 100 y 108, las dos Sonatas para violonchelo y piano, o el Trío n.º 2 en do mayor op. 87 y el Trío n.º 3 en do menor op. 101, o el Quinteto para cuerda op. 88.
En sus últimos años, tras conocer al clarinetista Richard Mühlfeld, compuso una serie de obras en las que se incluye el clarinete, como el Trío para clarinete, violonchelo y piano op. 114, las dos Sonatas para clarinete y piano op. 120 y, sobre todo, el Quinteto con clarinete en si menor op. 115, una de sus composiciones más importantes.

#### Música orquestal
A diferencia de lo que sucedió en la música de cámara, Brahms se acercó al género sinfónico con muchas dudas, intimidado por el ejemplo de Beethoven. Por esto, sus primeras obras orquestales se apartan del modelo de las sinfonías de Beethoven, como sucede en la Serenata n.º 1 en re mayor op. 11, y, sobre todo, la Serenata n.º 2 en la mayor op. 16, en la que ya aparece el estilo característico de Brahms. Otro buen ejemplo son las Variaciones sobre un tema de Haydn op. 56, compuestas a partir de una obra anterior para dos pianos. Pero no fue hasta mucho más tarde, en 1876, cuando se atrevió a finalizar su Primera sinfonía op. 68, a pesar de que estuvo trabajando durante más de veinte años en ella. Paradójicamente, el éxito de esta obra tan personal y meditada vino condicionado por una supuesta influencia de Beethoven que hizo que algunos la llamaran «la Décima», en referencia a las nueve sinfonías de Beethoven, a pesar de que no hay demasiada relación con el estilo de Beethoven, sino que se trata de una obra muy característica del Brahms maduro. Igual éxito alcanzó la Segunda sinfonía en re mayor op. 73, compuesta al año siguiente. Las sinfonías Tercera en fa mayor op. 90 y Cuarta en mi menor op. 98 son obras que exploran territorios aún más nuevos en un estilo posromántico, en el que no faltan referencias a la música antigua. Particularmente, el final de la Cuarta sinfonía muestra una síntesis muy original y profunda entre el clasicismo romántico y las formas barrocas, a través de Bach. Las cuatro sinfonías de Brahms constituyen una de las culminaciones del género sinfónico del siglo XIX y se han mantenido constantemente en lo más alto del repertorio sinfónico hasta la actualidad.
Otro aspecto de su música orquestal son sus cuatro conciertos, que también son considerados como obras cumbre del repertorio concertante. El más temprano de ellos es el Concierto para piano n.º 1 en re menor op. 15, una obra llena de arrebato juvenil y cuya concepción casi trágica surgió tras el intento de suicidio de Robert Schumann. En cambio, el Concierto para violín en re mayor op. 77 es una obra de madurez, llena de expresividad lírica, como el Concierto para piano n.º 2 en si bemol mayor op. 83. En sus últimos años, compuso el Doble concierto para violín y violonchelo en la menor op. 102, en el que alcanzó una síntesis entre el concierto clásico-romántico y las formas concertantes del Barroco.
Brahms compuso además en el mismo año dos oberturas con un carácter completamente opuesto: la Obertura del festival académico op. 80, muestra la faceta más humorística de su carácter, ya que se trata de una pieza solemne basada en canciones estudiantiles. Por el contrario, la Obertura trágica op. 81 es una obra sombría y severa.

#### Música para piano
Brahms fue un gran virtuoso del piano desde su juventud y además estuvo acompañado por Clara Schumann, que fue una de las más grandes pianistas de su época. Por ello, no es extraño que dedicara a este instrumento la parte más sustancial y también más intimista de su obra. Compuso ya en su juventud sus tres sonatas para piano n.º 1 op. 1, n.º 2 op. 2 y n.º 3 op. 5. A pesar de tratarse de obras tempranas en las que se advierte la influencia de las sonatas de Beethoven, se trata de una contribución de gran importancia al género pianístico.
En los años siguientes, se ejercitó en la composición para piano a través del género de las variaciones: las Variaciones sobre un tema de Robert Schumann op. 9 fueron el primer ejemplo, al que siguieron las Variaciones en re mayor op. 21, las Variaciones y fuga sobre un tema de Händel op. 24. y las Variaciones sobre un tema de Paganini op. 35. Muy representativas de su primera época e importantes dentro de toda su producción son las Cuatro baladas op. 10.
En su madurez, Brahms abandonó las formas musicales grandes para concentrarse en grupos de pequeñas piezas, como las Ocho piezas op. 76 o las Dos rapsodias op. 79. En sus últimos años, estas formas breves fueron adquiriendo un carácter cada vez más íntimo y personal, que se encuentra en sus Siete fantasías op. 116, los Tres intermezzi op. 117, las Seis piezas para piano op. 118 o las Cuatro piezas para piano op. 119.
El estilo pianístico de Brahms es muy característico, con un uso generalizado de toda la amplitud del teclado y una utilización muy expresiva de las notas graves. Es frecuente que la melodía se encuentre en voces medias y suelen encontrarse en algunas obras esquemas rítmicos distintos para cada mano, lo que da lugar a superposiciones muy originales.

#### Canciones
Brahms compuso canciones para voz y piano a lo largo de toda su vida y es uno de los más importantes representantes de la corriente del lied alemán. Casi todas ellas son canciones sueltas, no agrupadas en ciclos, con excepciones como el ciclo de La bella Magelone op. 33 o las Canciones gitanas op. 103. En sus canciones, utilizó textos muy variados, que abarcaron desde poemas de los grandes clásicos alemanes, como Johann Wolfgang von Goethe, hasta poetas contemporáneos como su amigo Klaus Groth. Brahms fue un gran maestro en este género, probablemente en el que expresó sus sentimientos íntimos con más facilidad. Las canciones de Brahms se caracterizan por la riqueza de su armonía, una perfecta unidad entre texto y música, y aunque existe una inmensa variedad, predominan las que muestran un carácter nostálgico y otoñal que se ha asociado a este músico. Es difícil encontrar ejemplos que destaquen del conjunto, pero se puede mencionar «Del amor eterno» (op. 43 n.º 1), la célebre «Canción de cuna» (op. 49 n.º 4), «Canción de lluvia» (op. 59 n.º 3), «Nostalgia» (op. 63 n.º 9) o «El ruiseñor» (op. 97 n.º 1). Son muy representativas de su estilo las Dos canciones para alto, viola y piano op. 91. También compuso una serie importante de volkslieder o canciones compuestas sobre melodías populares.
Una de sus últimas obras son las Cuatro canciones serias op. 121 sobre textos de la Biblia que van desde Salomón hasta San Pablo, en las cuales se encuentran también las características de su estilo tardío. El registro ideal para la interpretación de sus canciones es el intermedio, especialmente en la voz de contralto, recordando además que Brahms sentía predilección por los registros medios en instrumentos como la viola, la trompa o el clarinete. También compuso diversos ciclos de canciones titulados Canciones de amor op. 52, para varias voces y piano, y que abarcan varios ciclos. Estas canciones están compuestas en forma de vals y tienen un carácter alegre y popular.

#### Música sinfónico-coral
Brahms creó diversas y muy importantes obras para coro y orquesta (sinfonías corales). La principal de ellas es Un réquiem alemán op. 45. Brahms, que era agnóstico, compuso esta obra sobre textos bíblicos, pero escogiéndolos de modo que se reflejaran mucho más los aspectos humanos de la muerte que los propiamente religiosos, por lo que supone una contribución muy especial al género, ya que no se trata de una misa de réquiem propiamente dicha. El tratamiento del coro, los solistas y la orquesta es lírico y expresivo, aunque también existen influencias del oratorio y del contrapunto barrocos.
Además, en su etapa de madurez compuso una importante serie de obras para coro y orquesta basadas en textos de poetas alemanes: La «Canción del Destino» op. 54, sobre texto de Friedrich Hölderlin; «Nänie» op. 82, sobre texto de Friedrich von Schiller; el «Canto de las parcas» op. 89 sobre texto de Goethe; o la Rapsodia para alto op. 53, también con texto de Goethe. Otra obra perteneciente a este género es Rinaldo op. 50, a partir de un texto de Torquato Tasso, obra cercana al género operístico, en el cual Brahms no compuso ninguna obra.

#### Danzas húngaras
Las Danzas húngaras (WoO 1), es un grupo de 21 alegres danzas, basadas su mayoría en temas húngaros. Las danzas 11, 14 y 16, son originales. Duran entre uno y cuatro minutos. Brahms originalmente las compuso para piano a cuatro manos y luego arregló diez de ellas para piano solo, y algunas otras (números 1, 3 y 10) para orquesta. Otros compositores, notablemente Antonín Dvořák, han orquestado las demás. Quizás la más conocida es la «Danza Húngara n.º 5» en fa sostenido menor (sol menor en la versión orquestal). De todas las Danzas húngaras se han hecho innumerables versiones clásicas, acústicas, con nuevas tecnologías. En ellas se encuentran algunas de las piezas más populares del compositor y están entre las piezas más apreciadas.

### Instrumentos
Johann Brahms usó principalmente pianos alemanes y vieneses. En sus primeros años tocó un piano fabricado por una compañía de Hamburgo, Baumgarten & Heins. En 1856, Clara Schumann le regaló un piano Graf, que usó hasta 1873. Luego lo donó a la Sociedad de Amantes de la Música (Gesellschaft der Musikfreunde); hoy se exhibe en el Museo de Historia del Arte de Viena. Más tarde, en 1864, escribió a Clara Schumann sobre su atracción por Streicher. En 1873, recibió el piano Streicher op. 6713 y lo mantuvo en su casa hasta que su muerte. Él escribió a Clara: «Allí [en mi Streicher] siempre sé exactamente lo que escribo y por qué escribo de una forma u otra».
En la década de 1880, para sus actuaciones públicas, Brahms tocaba principalmente un Bösendorfer. En sus conciertos de Bonn tocó un Steinweg Nachfolgern en 1880 y un Blüthner en 1883. Brahms también usó un Bechstein en varios de sus conciertos: 1872 en Wurzburgo, 1872 en Colonia y 1881 en Ámsterdam.

## Brahms y Clara Schumann

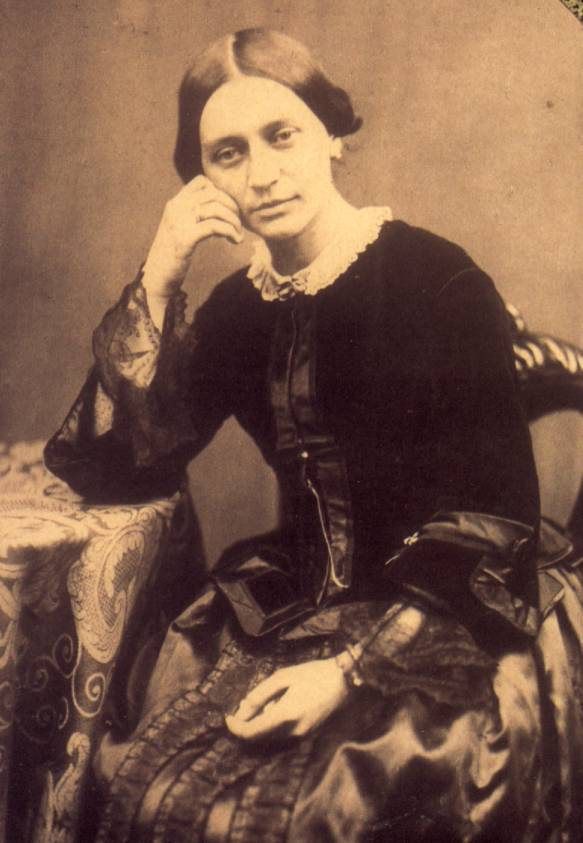
Clara Schumann en 1853.

La relación de Brahms con Clara Schumann se remonta a la primera etapa de su vida, si bien ella ya estaba casada con Robert Schumann. El músico llegó a la vida del matrimonio como concertista y pronto iniciaron una cordial relación. Brahms era frecuentemente invitado a comer y se llevaba bien con los hijos de estos. Sin embargo, con Clara poco a poco fue fraguando una profunda relación intelectual y artística que adquirió tonos amorosos. Así, Brahms le escribió:

Eres para mí una amiga tan querida que no puedo expresarlo... Si esto continúa así, tendré que colocarte algún día detrás de una vitrina o ahorrar para poder engarzarte en oro.

Brahms solía presentarle a Clara sus obras antes de estrenarlas; muchas veces ella fue la dedicataria de las mismas y encargada de estrenar algunas de las obras pianísticas y tocaron juntos en varias ocasiones. Los sentimientos hacia ella fueron revelados a su amigo el violinista Joseph Joachim en una carta:

Creo que no la respeto y admiro tanto como la amo y soy presa de su hechizo. A menudo debo contenerme con fuerza para no rodearla en brazos en silencio e incluso... no sé, me parece tan natural que ella no lo tomaría a mal.

En 1855, le escribía a Clara:

No puedo hacer otra cosa que pensar en ti... ¿Qué me has hecho? ¿No puedes deshacer el hechizo que me has lanzado?

Cuando Robert fue ingresado en un psiquiátrico tras su intento de suicidio, Brahms se ocupó de ella y sus hijos y vivieron juntos en un piso de Düsseldorf. Robert murió el 29 de julio de 1856. El 31 de mayo, Brahms le expresó abiertamente sus sentimientos en una carta:

Mi muy querida Clara, desearía poder escribirte tan tiernamente como te amo y decirte todas las cosas buenas que te deseo. Eres tan infinitamente querida para mí que no puedo expresarlo en palabras. Desearía llamarte mi querida y muchos otros nombres, sin dejar nunca de adorarte... Si las cosas pudieran ir más lejos de como están en este momento... Si solo pudiera vivir en la misma ciudad contigo y mis padres... escríbeme una bella carta pronto. Tus cartas son como besos.

Tras la muerte de Schumann, la relación se hizo más intensa. Viajaron a Suiza juntos, si bien nunca llegaron a contraer matrimonio y no están muy claras las intenciones de ambos a este respecto. Es difícil conocer del todo la relación de la pareja, pues ambos convinieron en destruir las cartas que durante tantos años se habían estado enviando, si bien Clara conservó algunas de sus favoritas.
El 12 de marzo de 1891, Clara se retiró de los escenarios con un arreglo para dos pianos de las Variaciones sobre un tema de Haydn compuestas por Brahms. Cinco años después falleció, lo que supuso un duro golpe para el compositor. Brahms murió un año después y había permanecido soltero toda la vida.

## Legado

### Influencia

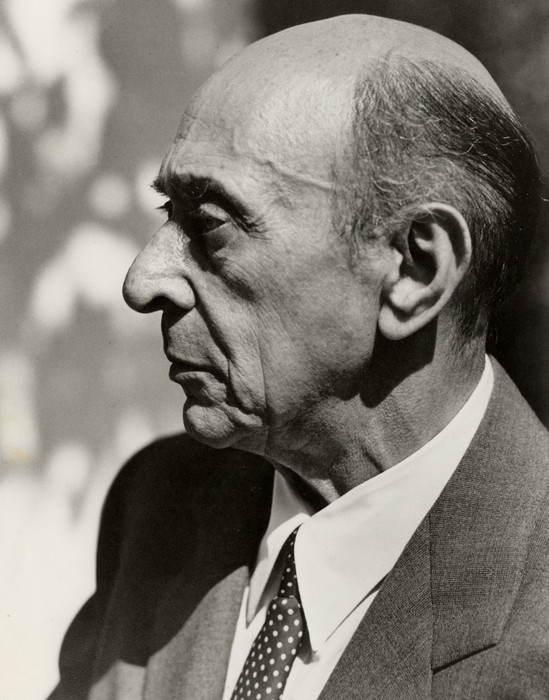
Arnold Schönberg estaba influenciado por Brahms, quien le servía como modelo para teorizar el lugar de la razón en el arte.

Brahms miró hacia atrás y hacia adelante y su producción fue a menudo audaz en su exploración de armonía y ritmo. Como resultado, influyó en los compositores de las tendencias conservadoras y modernistas. Durante su vida, su idioma dejó una huella en varios compositores dentro de su círculo personal, que admiraban fuertemente su música, como Heinrich von Herzogenberg, Robert Fuchs y Julius Röntgen, así como en Gustav Jenner, quien fue su único alumno formal de composición. Antonín Dvořák, quien recibió una ayuda sustancial de Brahms, admiraba profundamente su música y fue influenciado por ella en varias obras, como la Sinfonía n.º 7 en re menor y el Trío para piano en fa menor. Las características del «estilo Brahms» las absorbieron en una síntesis más compleja con otras tendencias contemporáneas, principalmente wagnerianas, Hans Rott, Wilhelm Berger, Max Reger y Franz Schmidt, mientras que los compositores británicos Hubert Parry y Edward Elgar y el sueco Wilhelm Stenhammar, todos dieron testimonio de haber aprendido mucho de él. Como dijo Elgar: «Miro la Tercera Sinfonía de Brahms y me siento como un pigmeo».
La música temprana de Ferruccio Busoni muestra mucha influencia brahmsiana y Brahms se interesó por él, aunque Busoni más tarde tendió a menospreciarlo. Hacia el final de su vida, Brahms ofreció un estímulo sustancial a Ernő Dohnányi y a Alexander von Zemlinsky. Sus primeras obras de cámara (y las de Béla Bartók, que era amigo de Dohnányi) muestran una profunda absorción del idioma brahmsiano. Zemlinsky, por otra parte, era a su vez el maestro de Arnold Schönberg y Brahms aparentemente estaba impresionado por los borradores de dos movimientos de su temprano Cuarteto de cuerdas en re mayor que Zemlinsky le mostró en 1897. En 1933, Schönberg escribió un ensayo «Brahms, der Fortschrittliche» («Brahms, el progresivo», reescrito en 1947), que llamó la atención sobre su afición por la saturación motívica y las irregularidades del ritmo y la frase. En su último libro («Structural Functions of Harmony», 1948), analizó la «armonía enriquecida» de Brahms y la exploración de regiones tonales remotas. Estos esfuerzos allanaron el camino para una revaluación de su reputación en el siglo XX. Schönberg fue tan lejos como para orquestar uno de los cuartetos de piano de Brahms. El alumno de Schönberg, Anton Webern, en sus conferencias de 1933, publicadas póstumamente bajo el título The Path to the New Music, afirmó que Brahms había anticipado los desarrollos de la Segunda Escuela de Viena y el propio op. 1 de Webern, un pasacalle orquestal, es claramente en parte un homenaje y desarrollo de las técnicas de variación del pasacalle-finale de la Cuarta Sinfonía de Brahms. Ann Scott ha mostrado cómo Brahms anticipó los procedimientos de los serialistas redistribuyendo fragmentos melódicos entre instrumentos, como en el primer movimiento de la Sonata para clarinete op. 120 n.º 2.

### En la cultura popular
Brahms fue honrado en el salón de la fama alemán, el memorial de Walhalla. El 14 de septiembre de 2000, fue presentado allí como el 126.º «rühmlich ausgezeichneter Teutscher» y el 13.º compositor entre ellos, con un busto del escultor Milan Knobloch.
Se ha mostrado al compositor biográficamente en varias ocasiones en el cine, como por ejemplo: Träumerei (1946), con Ullrich Haupt en el papel de Brahms; Melodía inmortal (1947), en la que Robert Walker interpretaba al compositor; Brahms and the Little Singing Girls (1996), con Warren Mitchell en el papel protagonista; o Geliebte Clara (2008), dirigida por su sobrina tataranieta Helma Sanders-Brahms y Malik Zidi dando vida al compositor. Además, se ha usado su música en cerca de 600 películas y programas de televisión.
El asteroide (1818) Brahms, descubierto por Karl Wilhelm Reinmuth el 15 de agosto de 1939, recibe su nombre en honor al compositor, al igual que la ensenada Brahms, situada en la isla Alejandro I de la Antártida.